# Igneri
Els igneri o iñeri eren un poble indígena arawak de les Antilles Menors del sud del Carib. Històricament, es creia que els igneri va ser conquerits i desplaçats pels caribs de l'illa en una invasió un temps abans del contacte europeu. No obstant això, els estudis lingüístics i arqueològics del segle XX han portat els estudiosos a teories més matisades sobre el destí dels igneri. Els igneri parlaven una llengua arawak, l'Iñeri, que va passar al kalhíphona.

## Història
El Carib es va poblar en diverses onades, algunes de les quals van produir diverses cultures arqueològiques i sovint successives. No és clar quins llocs i cultures poden estar relacionats amb l'igneri. L'arqueòleg Irving Rouse els va associar amb la cultura suazoide, que va sorgir cap al 1000 d.C. a les Antilles Menors com a continuació de la cultura saladoïde anterior. La cultura suazoide va durar fins al voltant del 1450, cosa que pot reflectir la transició dels igneri a la cultura dels caribs illencs a les illes.

## Connexions amb els caribs insulars
Els igneri sóm coneguts per les tradicions dels caribs de l'illa, que vivien a les Petites Antilles en el moment del contacte europeu. Segons aquestes tradicions, els igneri eren els habitants originals de les illes, mentre que els caribs eren invasors originaris d'Amèrica del Sud (llar dels caribs continentals o Kalina). Segons aquests relats, els caribs van conquerir i van desplaçar els igneri. Com que aquesta tradició era generalitzada i consistent internament, va ser acceptada com a històrica pels europeus. Una invasió explicaria les diferències culturals entre els caribs de les illes i els seus veïns arawak de les grans antilles, els taïnos, així com algunes peculiaritats de la cultura carib, en particular el fet que es notés que els caribs masculins i femenins parlaven diferents idiomes de almenys el segle xvii. Això es va explicar com un efecte de la invasió: segons aquesta interpretació, els homes caribs entrants prenien dones arawak capturades com a esposes i, per tant, les dones parlaven una llengua arawak mentre que els homes presumptament parlaven carib.
Tanmateix, l’anàlisi lingüística del segle xx va determinar que la llengua principal de l’illa dels caribs era parlada per ambdós sexes i era l’arawak, no el carib. Com a tal, els estudiosos han adoptat teories més matisades per explicar la transició de l'igneri al carib insular a les Antilles. Irving Rouse va proposar que una força carib a escala relativament petita va conquerir però no va desplaçar els igneri, i els invasors van acabar adoptant la llengua igneri tot mantenint la seva identitat com a caribs. Altres erudits com Sued Badillo dubten que hi hagués una invasió, proposant que els igneri van adoptar la identitat "Carib" amb el pas del temps a causa de les seves estretes relacions econòmiques i polítiques amb l'augment de la política continental Carib. Ambdues teories accepten que l'idioma històric carib de l'illa es va desenvolupar a partir de la llengua existent de les illes i, per tant, també es coneix com igneri.
La idea que els homes i les dones caribs de l’illa parlaven diferents idiomes sorgeix del fet que, com a mínim, a principis del segle xvii, els homes carib parlaven una llengua pidgin basada en el carib, a més de la llengua arawak habitual que utilitzen els dos sexes. Això era similar als pidgins que utilitzaven els caribs continentals quan es comunicaven amb els seus veïns arawak. Berend J. Hoff i Douglas Taylor van plantejar la hipòtesi que es datava a l'època de l'expansió del Carib per les illes, i que es mantenien els homes per ressaltar els seus orígens a la terra ferma. Alternativament, si no hi va haver invasió dels caribs, el pidgin podria haver estat un desenvolupament posterior adquirit a través dels contactes continentals.